# 3D 프린팅: 전설을 만들다
《3D 프린팅: 전설을 만들다》(Print the Legend)는 미국에서 제작된 루이스 로페즈 감독의 2014년 다큐멘터리 영화이다. 브리 페티스 등이 캐스팅되었다. 이 영화는 3차원 인쇄 혁명에 초점을 맞춘 2014년 다큐멘터리 영화이자 넷플릭스 오리지널이다.

## 출연
- 브리 페티스

## 수상
- Special Jury Recognition Award - 사우스 바이 사우스웨스트 (2014)[1]
- Special Jury Award - IFF Boston (2014)[1]